# Haplochthonius clavatus
Haplochthonius clavatus är en kvalsterart som först beskrevs av Hammer 1958.  Haplochthonius clavatus ingår i släktet Haplochthonius och familjen Haplochthoniidae. Inga underarter finns listade i Catalogue of Life.